# George Bridgetower
George Bridgetower   (Biała Podlaska County, Bielsko-Biała i Biała Prudnicka, 11 d'octubre de 1778 - Peckham, 29 de febrer de 1860), nom complet George Augustus Polgreen Bridgetower, fou un músic afro-europeu, nascut a Polònia, fill d'una polonesa i un africà. Va viure a Anglaterra la major part de la seva vida. Destaca per ser un gran violinista virtuós el qual associem amb Ludwig van Beethoven, qui va compondre l'anomenada Sonata a Kreutzer, i la van estrenar junts, Beethoven al piano i Bridgetower al violí, proposant algunes modificacions a la part del violí.

## Inicis
Es diu que el pare de Bridgetower, John Frederick Bridgetower, va estar treballant durant la infància del violinista en el castell Esterhazy a Hongria, on comptaven amb una òpera, una orquestra privada i tenien d'empleat el compositor Joseph Haydn. El príncep que vivia allà va ser clau per desenvolupar el talent del jove violinista, ja que va esdevenir el seu mecenes.
El seu debut va ser l'abril del 1789 a París, quan ell tenia nou o deu anys. A Londres va debutar el 19 de febrer del 1790 al Drury Lane Theater, en el qual hi va interpretar un concert entre la primera i la segona part del El Messies de Georg Friedrich Händel. Les crítiques van ser molt positives i van elogiar al jove. Aquell mateix any també va fer concerts a Bath i Brighton. Durant aquesta gira per Anglaterra el va acompanyar el seu pare, i al concert de Bath va assistir el rei Jordi III (entre 550 convidats més), el qual va descriure’l com “una interpretació exquisida”, i les crítiques van destacar “les extraordinàries habilitats d'aquest nen” i “l'exquisida interpretació del mestre Bridgetower, qui té un gust i una execució del violí que és igual, o potser superior, al millor professor del present o que hi ha hagut”. Es creu però, que bona part de l'èxit que va tenir Bridgetower va ser en part gràcies al seu pare, ja que abans i després dels concerts, per tal de fer relacions públiques, passejava amb el seu fill vestit amb roba turca per tal de cridar la màxima atenció.

## Arribada a Anglaterra
L'any 1791, amb l'edat d'11 anys, el príncep de Gal·les va col·locar Bridgetower, juntament amb un altre nen prodigi, el violinista austríac Franz Clement, sota la seva protecció, i van fer un concert benèfic al Hannover Square Rooms. Bridgetower va esdevenir el primer violinista de l'orquestra privada que tenia el príncep amb tan sols 14 anys, amb la qual va fer molts concerts i va convertir-se en una figura molt famosa del moment. Va començar a fer classes amb el violinista Ivan Mane Jarnovic, compositor i violinista virtuós. També va estudiar composició amb Thomas Attwood, organista i professor a la Royal Academy of Music.
El violinista i compositor Giovanni Viotti, que va trobar el seu camí a Londres al mateix moment que Bridgetower, juntament amb Samuel Wesley, qui va lluitar per millorar la música de l'església, es van convertir en amics i mentors joves de Bridgetower, qui era igualment capaç de guanyar-se la vida en el circuit professional.

## La trobada amb Beethoven
L'any 1802, va visitar a la seva mare a Dresden, on va fer dos concerts, i a l'abril de 1803 va marxar cap a Viena on va continuar la seva gira per Europa. A Viena, gràcies a les seves espectaculars actuacions i als contactes amb la Royal, va aconseguir moure’s pels cercles musicals més alts. El príncep Lichnowsky, aristòcrata polonès i mecenes de Ludwig van Beethoven, va presentar Bridgetower al gran compositor, qui ja havia començat a compondre els dos primers moviments de la Sonata a Kreutzer. L'estrena es va fer al Augarten-Halle a Viena el 24 de maig del 1803, Bridgetower al violí i el mateix Beethoven al piano. El memoràndum de l'esdeveniment de Brigetower, escrit en una còpia del manuscrit, marca una alteració que va introduir a la part del violí (imitant el passatge del piano en el primer moviment). Això va agradar molt a Beethoven, tant que va exclamar: “Un cop més, el meu estimat company!”. Beethoven va descriure a Bridgetower com “un mestre absolut del seu instrument”, i en una còpia de la sonata autografiada per Beethoven, hi trobem escrit: “Sonata mulattica composta per il mullato”.

## El retorn a Londres
Després va tornar a Londres, on la seva carrera va ser notable per l'amistat i el respecte que va tenir entre els seus companys. Dins del seu grups d'amics trobem el compositor Giovanni Viotti, Johann Baptist Cramer (pianista, compositor i editor de música alemanya), l'organista Thomas Attwood, el doctor Charles Hague, Samuel Wesley (professor de música de Cambridge), qui va deixar un agraïment a Bridgetower, el qual començava: “ George Polgreen Bridgetwoer, qui solia denominar el Príncep d'Àfrica, està justificat per ser classificat amb els primers mestres del violí.
Bridgetower va ser seleccionat per la Royal Society of Musicians a Londres el 4 d'octubre de 1807. L'any 1811 es va treure el títol de “bachelor” a la Universitat de Música de Cambridge, on a part de violí, va estudiar composició.
L'any 1812, mentre feia classes de piano, va publicar un treball per a piano, anomenat Diatonica Armonica, el qual va dedicar als seus alumnes. I l'any 1813 va actuar amb la Philharmonic Society’s, dirigint el Quintet de Beethoven. Aleshores va ser recomanat per ser membre de la Royal Philharmonic Society, i va ser admès el novembre de 1819.
A partir de 1820 se l'esmenta en algunes cartes o memòries: Roma (1825 i 1827), Londres (1843 i 1846) i Viena i París (1848). Una carta escrita per l'organista, editor i compositor Vincent Novello, es va signar “el vostre antic alumne i admirador professional”.

## Els últims anys
El final de la seva vida està cobert de misteri. Segons algunes fonts va morir l'any 1850, però el seu certificat de defunció menciona que va morir el 29 de febrer del 1860.
La seva vida va ser extraordinària pel seu talent, determinació i fidelitat en el seu art. Igual que el seu amic violinista Giovanni Viotti, la música va ser el mitjà amb el qual va transformar les seves circumstàncies i el sostenia. Bridgetower va aprendre tot el que podia aprofitar del seu entorn i el va convertir en una joia d'actuació que va compartir amb els seus amics, el públic i els alumnes. Les generacions que el van succeir, parlen de la seva herència no nomes a nivell musical sinó també per la possibilitat de transformar i transcendir les circumstàncies i sobre la contribució que es feia en la configuració de l'entorn.
“La ironia final va ser que aquest príncep africà va resultar ser, indubtablement, un príncep de la cultura europea”.